# Johannesburg (Califòrnia)
Johannesburg és una concentració de població designada pel cens dels Estats Units a l'estat de Califòrnia. Segons el cens del 2000 tenia 176 habitants.

## Demografia
Segons el cens del 2000, Johannesburg tenia 176 habitants, 85 habitatges, i 45 famílies. La densitat de població era de 27,7 habitants/km².
Dels 85 habitatges en un 21,2% hi vivien nens de menys de 18 anys, en un 36,5% hi vivien parelles casades, en un 11,8% dones solteres, i en un 45,9% no eren unitats familiars. En el 35,3% dels habitatges hi vivien persones soles el 21,2% de les quals corresponia a persones de 65 anys o més que vivien soles. El nombre mitjà de persones vivint en cada habitatge era de 2,07 i el nombre mitjà de persones que vivien en cada família era de 2,7.
Per edats la població es repartia de la següent manera: un 20,5% tenia menys de 18 anys, un 4% entre 18 i 24, un 22,2% entre 25 i 44, un 31,8% de 45 a 60 i un 21,6% 65 anys o més.
L'edat mediana era de 48 anys. Per cada 100 dones de 18 o més anys hi havia 97,2 homes.
La renda mediana per habitatge era de 63.611 $ i la renda mediana per família de 72.222 $. Els homes tenien una renda mediana de 51.250 $ mentre que les dones 31.250 $. La renda per capita de la població era de 21.478 $. Cap de les famílies i el 7,6% de la població estaven per davall del llindar de pobresa.

## Poblacions més properes
El següent diagrama mostra les poblacions més properes.